# 吳龍見
吳龍見（1699年—？），字恂士，江蘇常州府武進縣人，清朝政治人物。吳宗達曾孫。

## 生平
乾隆元年（1736年）丙辰科二甲第四十九名進士。授獻縣知縣，十五年（1750年）升刑部湖廣司主事，升刑部湖廣司員外郎、刑部陝西司郎中，升山西道監察御史。